# لوران كازانوفا
لوران كازانوفا (بالفرنسية: Laurent Casanova) هو سياسي فرنسي، ولد في 9 أكتوبر 1906 في سوق أهراس في الجزائر، وتوفي في 20 مارس 1972 في باريس في فرنسا. حزبياً، نشط في الحزب الشيوعي الفرنسي. وقد انتخب نائب فرنسي.